# ザイテック・オートモーティヴ
ザイテック・オートモーティヴ（Zytek Automotive）は、イギリス企業で、自動車に関するパワートレイン、エンジン、電気式ハイブリッド技術の制御及び監視システムを開発している。スタッフォードシャーのフラッドリー（Fradley）に拠点を置く。2014年以降は、ドイツのタイヤ及び自動車部品メーカーのコンチネンタルの完全子会社となっている。

## 歴史
モーターレースジャガー、アストンマーティン、ロールス・ロイス、ベントレー製の車両に、モーターレースを中心としたザイテック・オートモーティヴのエンジン技術が使われている。32ビットの電子制御技術を含むトラクションコントロールシステムなどの統合制御システムを導入した。
ザイテック・オートモーティヴはロータス社と共同で電動のロータス・エリーゼを発表している。2001年のフランクフルトモーターショーに向けて、ダイムラー・クライスラーのディーゼルハイブリッド車を開発している。2001年、ゼネラルモーターズのハイブリッドカー開発パートナーとなった。
また、2006年にリチウム・テクノロジー・コーポレーション社 (LTC) と協力してスマート・フォーフォーのプラグインハイブリッドカー化を行なっている。
2014年、ザイテック・オートモーティヴはコンチネンタルに買収されている。これまでザイテック・グループはザイテック・オートモーティヴとレーシング部門のザイテック・エンジニアリングの2つの部門に分かれていたが、ザイテック・グループのレーシング部門についてはコンチネンタルに買収対象になっておらず、ザイテック・エンジニアリングはグループ創業者のビル・ギブソン（Bill Gibson）の所有のまま残され、「ギブソン・テクノロジー」と改称された。